# Ferdinand Lop
Pour les articles homonymes, voir Lop.
Ferdinand Lop, dit également Samuel Ferdinand-Lop, né le 10 octobre 1891 à Marseille et mort le 27 octobre 1974 à Saint-Sébastien-de-Morsent en France, est un journaliste, dessinateur, répétiteur d'anglais, écrivain, poète, humoriste et philosophe de café français, connu surtout pour sa candidature perpétuelle à l'Académie française et aux élections présidentielles et ses slogans : « Tous pour le Front Lopulaire ! » et « Au char de l’État, il faut la roue d’un Lop ».

## Biographie
Né le 10 octobre 1891 à Marseille, Ferdinand Samuel Lop était le fils cadet de Jules Joseph Lop (1865-1931), employé, et de Benjamine Reine Montel (1871-1956), institutrice, mariés et demeurant au 59, rue de Forbin. Ses deux frères étaient Alfred Myrtil Lop et Georges Nephtali Lop. 
Connu sous la forme abrégée de Ferdinand Lop ou celle de Samuel Ferdinand-Lop (au lieu de Ferdinand Samuel Lop), il aurait été, selon une légende flatteuse, agrégé d'histoire et camarade de promotion de Georges Bidault, qui fut le premier ministre des Affaires étrangères du général de Gaulle.
Il commença dans la vie comme assistant parlementaire et chroniqueur parlementaire au journal Le Cri du Jour, fondé en 1926, mais ses excentricités le firent chasser du palais Bourbon. 
Journaliste, dessinateur de talent, auteur d'ouvrages sérieux sur les possessions coloniales de la France, il devint à partir de 1932, poussé par un tempérament fantaisiste, une figure pittoresque, bientôt légendaire, du Quartier latin, de la Sorbonne à l'Odéon. Reconnaissable à son épaisse tignasse de cheveux roux, ses lunettes, sa petite moustache, son grand chapeau noir à la Léon Blum et son nœud papillon, il avait fait son QG de la Taverne du Panthéon et haranguait les étudiants sur le boulevard Saint-Michel ou rue Soufflot dans les années d'avant et d'après-guerre,,.
Pendant la Quatrième République, de 1946 à 1958, ce « licencié ès canulars », éternel candidat malchanceux à la présidence de la République (en même temps qu'à l'Académie française), avait bâti un programme électoral, baptisé « lopéothérapie », qui préconisait : 
- l'extinction du paupérisme à partir de dix heures du soir[12] ;
- la construction d'un pont de 300 m de large pour abriter les clochards[7] ;
- le prolongement de la rade de Brest jusqu’à Montmartre et l'extension du boulevard Saint-Michel jusqu’à la mer (dans les deux sens)[7] (proposition reprise d'un candidat loufoque antérieur, Paul Duconnaud[13]) ;
- l'installation d'un toboggan place de la Sorbonne pour le délassement des troupes estudiantines[12] ;
- la nationalisation des maisons closes pour que les filles puissent avoir les avantages de la fonction publique ;
- le raccourcissement de la grossesse des femmes de neuf à sept mois[14] ;
- l'aménagement de trottoirs roulants pour faciliter le labeur des péripatéticiennes[10] ;
- l'octroi d'une pension à la femme du soldat inconnu[10] ;
- l’installation de Paris à la campagne pour que les habitants profitent de l’air pur[15] ;
- la suppression du wagon de queue du métro[10].

Il expliquait le caractère vague de son programme par la crainte qu'on ne le lui vole. Il préférait « attendre d'être au gouvernement pour le révéler ». Suivant l'exemple des campagnes présidentielles américaines, il avait adopté un air de campagne (campaign air), en l'occurrence The Stars and Stripes Forever, l'hymne officiel américain, non sans y plaquer la répétition de son patronyme comme paroles : « Lop, Lop, Lop Lop Lop, Loop Lop Lop ! Lop Lop Lop, Lop Lop Lop, Lop Lop Lop Lop ! ».
Le quartier Latin se partageait en deux camps par rapport au candidat :
- les partisans de Lop ou « Lopistes » (« Lopettes » étant un qualificatif employé par leurs ennemis) ;
- les opposants étaient les « Anti-Lop » (ou « Antilopes »).

Quant aux tièdes, aux indécis, c'étaient des « Interlopes ».
Les réunions avaient lieu dans une salle baptisée la « salle Lop ».
Étudiant à l'École libre des sciences politiques en 1935, François Mitterrand — qui « ne prenait pas encore la politique au sérieux, ou savait tout au moins garder ses distances avec elle » — fréquentait beaucoup Ferdinand Lop, le rencontrant souvent à son Q.G., le café de La Petite Chaise, tout près de l'École. Henri Thieullent se souvient qu'un jour, François Mitterrand lui avait présenté Ferdinand Lop comme « son ministre des Affaires étrangères », lui-même étant « président du Conseil ». 
Interviewé à Paris, en août 1941, par Paris-Soir, il nie être Juif : « Encore une calomnie des « antilops ». Je n'ai qu'une seule goutte de sang juif, puisque comme chacun le sait, je descends de la famille maternelle de Montaigne. Mais je suis aryen à 99 %, enfin 90 %… ».
Après les premières élections législatives du 21 octobre 1945 qui suivirent la fin de la guerre, on vit Ferdinand Lop remonter le « Boul Mich » en habit, dans une vieille décapotable, saluant la foule de ses électeurs, son haut-de-forme à la main. « Il avait, parait-il, obtenu une voix, la sienne… ».
En janvier 1946, l'Association générale des étudiants de Rennes (l'AGER) reçut Ferdinand Lop à l'occasion de la relance du défilé du Mardi gras. Il prononça un discours et défila sur un char en leur compagnie.
Le 1er avril 1949 eut lieu une fausse remise de la Légion d'honneur à Ferdinand Lop, devant un millier d'étudiants en liesse. On invoqua Winston Churchill et Joseph Staline pour rappeler que « ces grands hommes s'étaient inclinés devant le génie de Ferdinand Lop, devant ce front immense derrière lequel bat un grand cœur ».
Ferdinand Lop fut dix-huit fois candidat à l'Académie française, entre 1936 et 1966. La dernière fois, ce fut contre Maurice Druon. Il obtint en tout et pour tout deux voix. Il avait tiré de ses innombrables échecs un livre : Ce que j'aurais dit dans mon discours de réception à l'Académie française si j'avais été élu.
Dans son livre Les Juifs, Roger Peyrefitte dit de Ferdinand Lop qu'il « représente l'humour juif au quartier latin ».
Aguigui Mouna, cette figure insolite du trottoir parisien qui succéda à Ferdinand Lop, avait un temps fréquenté ce dernier pour finir par s'en éloigner, le trouvant « trop sérieux, petit bourgeois sentencieux et intello-dépendant ».
On prête au « Maître », ainsi que l'appelaient ses partisans, les pensées, maximes et aphorismes suivants : 
- « À se retirer trop tôt, on n’engendre pas »[25] ;
- « Mes amis, pour faire baisser le prix des produits laitiers [élevés à l’époque, ndlr], il faut remplacer les vaches par des tôles. Parce que les tôles on-du-lées »[12] ;
- « Ce n’est pas une retraite, c’est une progression vers l’arrière pour raisons stratégiques »[12] ;
- « La politique, c’est une femme que l’on courtise et que l’on aime »[12] ;
- « Les partis politiques sont des champignonnières sur le dos du corps électoral »[26] ;
- « Pour dominer, il faut savoir se montrer fort »[10] ;
- « J'ai un plan : il faut remédier à la situation par des moyens appropriés »[10].

Ferdinand Lop fut un auteur prolifique. Dans les années 1920 et 1930, il publia chez des éditeurs plusieurs ouvrages universitaires sur les colonies de la France : La Tunisie et ses richesses (1921), L'Indochine : aperçu économique (1923), Les possessions françaises du Pacifique (1933) (cf infra). À partir des années 1940 et jusqu'à sa mort, il édita à compte d'auteur nombre de plaquettes, recueils de maximes, comme Pensées et aphorismes (1951), ou de poèmes, comme Au fil de la pensée (1950), essais historiques, comme Pétain et l’histoire (1957), ou politiques, comme Vers le régime présidentiel (1965), pièces de théâtre, comme Le Veau d’or. Pièce biblique en vers […] (1971), etc. (cf. infra).
Il est mort, dans la misère et dans l'oubli des générations qu'il avait fait rire, à l'âge de 83 ans, le 29 octobre 1974, à Saint-Sébastien-de-Morsent dans l'Eure, où il est enterré.

## Publications

### Années d'avant guerre
- La Tunisie et ses richesses, préface de Édouard Soulier, collection « Les pays modernes », Paris, Pierre Roger et Cie, 1921, 197 p.
- La France riche. Conditions de son relèvement, quelques éléments de sa richesse, préface de M. Victor Boret, Paris, les Gémeaux, 1921, 131 p.
- L'Évolution financière, Bibliothèque des sciences économiques & sociales, M. Rivière, 1922, 130 p.
- La Force d'Israël : vers et pour la renaissance du judaïsme, La Pensée française, 1923, 94 p.
- L'Indochine : aperçu économique, Éditions de « La Vie universitaire », 1923, 80 p.
- Une Fédération des peuples, Paris, 1923.
- Les Ressources du domaine colonial de la France, vol. 7 de Documents politiques & sociaux, Dunod, 1924, 147 p.
- (avec Maurice Sarrail), Une fédération des peuples…?, Les problèmes du jour, A. Delpeuch, 1924, 77 p.
- Les Colonies françaises : leur importance, leurs ressources, leurs commerces, leur avenir, Encyclopédie Roret, Société Française d'Éditions Littéraires et Techniques, 1931, 215 p.
- Le Pétrole, le Monde et la France. Le Problème tel qu'il se pose, sa solution, Impr. de l'Est, 1931, 47 p.
- La Paix politique et économique, préface de M. Justin Godart, sénateur, ancien ministre, Impr. de l'Est, 1932, 95 p.
- (avec C. H. Bocherel), Les Possessions françaises du Pacifique, collection « France d'outremer », publié sous la direction de Georges Hardy, Larose, 1933, 147 p.
- Vers la rénovation, Centre de propagande de la rénovation, Paris, 1938.
- Sinaï, pièce biblique, en deux actes, en prose, Beresniak, 30 p. (ss date).

### Années de guerre et d'après-guerre
- Vers le pouvoir : dix ans de lutte pour la République, Librairie des sciences et des arts, 1940, 67 p.
- Les Problèmes de l'heure, Impr. G. Driat, 194?
- Ferdinand Lop à travers les ères, Illustré par Piot, Librairie des sciences et des arts, 1947.
- Au fil de la pensée : poèmes, SFPEP, 1950, 29 p.
- Pensées et aphorismes par Ferdinand Lop, Impr. S.F.A.I.G., 1951, 60 p.
- Les Entretiens du professeur Démosthène : les problèmes du jour, Impr. S.F.A.I.G, 1951, 48 p.
- Les Idées du Professeur Démosthène : justice, outre-mer, paix, les Éditions de Mai, 1952, 80 p.
- Le Sultan Mourad. Tragédie en vers, Éditions de Nesles, Paris, 1952, 59 p.
- Mes Combats politiques : pour servir à l'histoire de la nation, Éditions de Mai, 1953, 157 p.
- Pétain et l'histoire, Impr. Mazarine, 1957, 14 p.
- Quartier latin, les cafés littéraires, Impr. Mazarine, 1958.
- Ma Candidature à la présidence de la République : pourquoi j'ai été candidat, Impr. Mazarine, 1958, 24 p.
- La Sorbonne et le Collège de France, volume 2 de Histoire du Quartier Latin, 1961, 24 p.
- Où va la France ?, Impr. Mazarine, 1961, 20 p.
- Les Thermes de Julien et l'abbaye de Cluny. Le Palais du Luxembourg, volume 3 de Histoire du Quartier latin, 1963.
- Les États-Unis d’Europe, Impr. Mazarine, 1964.
- Vers le régime présidentiel, Paris, octobre 1965, 16 p.
- La France et l'Algérie : ce qui aurait pu être fait…, Impr. Chantenay, Paris, 1966, 29 p.
- Jeanne, héroïne de France, drame historique, Paris, l'auteur, 1966, 63 p.
- La France et le Viêt-nam. La Paix qui s'impose, Paris, 1967, 35 p.
- Telle sera l'Europe de demain !, impr. J. Chantenay, Paris, 1968.
- Nouvelles pensées et maximes de Ferdinand Lop, France-Ouest Impr., 1970, 83 p.
- Mémoires (1917-1939), tome I, Paris, 1970.
- Problèmes de salut public, Paris, 1970, 68 p.
- Maximes et poèmes de Ferdinand Lop, Dauer, 1971, 136 p.
- Le Veau d’or. Pièce biblique en vers, en deux actes, suivie de poèmes, Paris, 1971.
- Antipensées, l'auteur, 1973, 142 p.